# Clinique de Cleveland
La clinique de Cleveland est un centre médical universitaire américain basé à Cleveland, en Ohio. Il appartient et est géré par la Cleveland Clinic Foundation, une société à but non lucratif de l'Ohio créée en 1921. Elle gère un campus de 68 hectares à Cleveland, ainsi que 11 hôpitaux régionaux, 19 centres de santé familiale dans le nord-est de l'Ohio et des hôpitaux en Floride et au Nevada. En dehors des États-Unis, Cleveland Clinic gère également l'hôpital Cleveland Clinic Abu Dhabi et une clinique de médecine sportive à Toronto, au Canada. L'ouverture d'un campus hospitalier de la Cleveland Clinic à Londres est prévue pour 2021. Tomislav Mihaljevic en est le président et le directeur général.
La Cleveland Clinic est régulièrement classée comme l'un des meilleurs hôpitaux des États-Unis. En 2018-2019, l'U.S. News & World Report l'a classé comme le numéro deux du tableau d'honneur des meilleurs hôpitaux, car elle est classée au niveau national dans quatorze spécialités pour adultes et dix spécialités pédiatriques, et son programme de cardiologie est classé numéro un dans le pays depuis 1995
Son chiffre d'affaires en 2017 était de 8,4 milliards de dollars et son revenu d'exploitation de 330 millions de dollars. Cette année-là, elle a enregistré 7,6 millions de visites de patients et 229 132 admissions. En 2019, elle compte plus de 60 000 employés, dont 11 800 infirmières et 3 953 médecins et scientifiques dans 140 spécialités. Elle est affiliée à la Case Western Reserve University School of Medicine (en), avec laquelle elle a lancé un programme de formation de médecins enquêteurs : la Cleveland Clinic Lerner College of Medicine. La Cleveland Clinic est également l'hôpital universitaire du programme de médecine ostéopathique de l'université de l'Ohio et du collège de médecine pédiatrique de l'université d'État de Kent. En outre, elle compte 900 résidents et boursiers dans 109 programmes de formation approuvés par le Conseil d'accréditation pour l'enseignement médical supérieur (en) (Accreditation Council for Graduate Medical Education - ACGME). La clinique publie également la revue à comité de lecture « Cleveland Clinic Journal of Medicine ». En 2008, elle a été le premier prestataire de soins de santé aux États-Unis à devenir signataire du Pacte mondial des Nations unies et le deuxième dans le monde.